# 土生瑞穗
土生瑞穗（日语：／ Habu Mizuho */?，1997年7月7日—）是日本女藝人，為女子偶像團體櫻坂46前成員，東京都出身，目前為自由身。同時是《JJ》專屬及《CLASSY.》常規模特兒。2015年以櫸坂46一期生身分出道。2023年11月25日自櫻坂46畢業。

## 經歷
1997年7月7日，土生出生于东京都。小学五年级时，受时尚杂志《nicola》的影响，开始对模特儿这个职业产生了憧憬，梦想成为一名艺人。初中一年級时，土生在原宿被選為模特，父母卻斥責她“好好學習”。她跟父母对抗，反駁說自己“在補習班學過了”，隨後離家出走。但在公園待了一個多小時後覺得實在太冷就只好回了家。而她在補習班就只吃零食，從不學習，也就沒有考上第一志願。因为拘泥於做筆記，她的筆記成績和課堂表現成績都特別好，可她沒做好考前複習，成績沒有任何提高。于是就暫且放棄了做藝人的夢想，想著將來轉行走別的道路。
高中一年級時，受動畫《K-ON!!》中的角色中野梓的影響加入輕音部。在輕音部的1年裡，學會了用電吉他彈奏ONE OK ROCK的歌曲。也慢慢地注意起自己的打扮，夢想著將來能成為設計師和髮型師。但在高中三年级时，作为升学志愿通过了美容专科学校的考试，也成为了高中生时代最后的回忆，並在小组同学的劝说下参加了櫸坂46一期生的徵選。
2015年8月21日，通過最後審查正式成為更名後的櫸坂46創團成員。
2016年4月6日，以櫸坂46第一張單曲《沉默的多數》而正式出道。4月9日，在國立代代木競技場第一體育館舉辦的「GirlsAward 2016春夏展」中首次在時裝展覽中登台。
2017年3月，從高中畢業。4月9日，在MBS電台節目《我正在做！》中擔任正式主持人。10月25日，獲選為櫸坂46第5張單曲《就算風吹》的選拔成員，並且首次站在第一排。
2018年4月18日，宣布成為時尚雜誌《JJ》的專屬模特兒，並於5月23日發售的7月號中登場。10月16日至25日，参演舞台剧《残美》，这是她首次演出舞台剧。
2021年8月20日，宣布成為时尚杂志《CLASSY.》的常规模特儿，並在8月27日發售的10月號登場。同日，開設個人Instagram帳號，這也是櫻坂46在籍中成員的首例。
2022年4月6日發行的櫻坂46第4張單曲《五月雨啊》的收錄曲《I'm in》中首次擔任Center。
2023年8月22日，於櫻坂46官網的個人部落格中宣布將於11月25日於ZOZO海洋球場舉行的「3rd YEAR ANNIVERSARY LIVE」後，自櫻坂46畢業。11月7日，發行首本個人寫真書《Destination》，以1.4萬銷量取得Oricon公信榜書籍週榜寫真集部門第1位及綜合部門第4位。11月25日，於ZOZO海洋球場舉行的「3rd YEAR ANNIVERSARY LIVE」第一日公演中舉辦畢業典禮，正式從櫻坂46畢業。
2024年1月1日，在個人Instagram上宣布今後將以自由身活動，並與Ace Crew Entertainment簽訂代理合同。3月，首張個人單曲《Reboot》先以數位形式發行。6月，發行實體迷你專輯。7月，於東京、大阪兩地舉行演唱會。
2025年6月25日，發行第二張迷你專輯《CHOU》。

## 人物
土生的暱稱为Habu-chan（はぶちゃん）、mi-chan（みーちゃん）、mizu（みづ）、mizuu（みづぅ）、mizuho（みづほ）、进击的土生（進撃の土生）。曾学过芭蕾舞，她的身高是櫸坂46所有成員中最高的。
不喜歡待在暗處。喜歡玩的遊戲有生化危機和馬里奧等。喜歡的動畫有《進擊的巨人》、《刀劍神域》及《Love Live!》，同時也喜歡聽動畫歌曲。最喜歡的動畫人物是《Love Live!》中的南小鳥及《Love Live! Sunshine!!》中的黑澤露比。喜歡的顏色有粉色、水色和白色。

## 音樂作品
單曲
- 《Reboot》（2024年）
- 《CHOU》（2025年）

## 參與歌曲
- 標註「★」符號表示該首歌曲有拍攝MV。

### 單曲
櫸坂46
|     | 發行日期       | 單曲名稱         | 參與歌曲名稱     | MV | 備註                    |
| --- | -------------- | ---------------- | ---------------- | -- | ----------------------- |
| 1st | 2016年04月06日 | 沉默的多數       | 沉默的多數       | ★  | 出道作品                |
| 1st | 2016年04月06日 | 沉默的多數       | 牽手回家吧       | ★  |                         |
| 1st | 2016年04月06日 | 沉默的多數       | 沒有你           |    |                         |
| 2nd | 2016年08月10日 | 世界上只有愛     | 世界上只有愛     | ★  |                         |
| 2nd | 2016年08月10日 | 世界上只有愛     | 談談未來吧...    | ★  |                         |
| 3rd | 2016年11月30日 | 兩人季節         | 兩人季節         | ★  |                         |
| 3rd | 2016年11月30日 | 兩人季節         | 大人都不相信     | ★  |                         |
| 3rd | 2016年11月30日 | 兩人季節         | 制服與太陽       | ★  |                         |
| 3rd | 2016年11月30日 | 兩人季節         | 我們的戰爭       | ★  | FIVE CARDS              |
| 4th | 2017年04月05日 | 不協和音         | 不協和音         | ★  |                         |
| 4th | 2017年04月05日 | 不協和音         | W-KEYAKIZAKA之詩 | ★  | 櫸&平假名櫸坂組         |
| 4th | 2017年04月05日 | 不協和音         | 獨特自我         |    |                         |
| 5th | 2017年10月25日 | 就算風吹         | 就算風吹         | ★  |                         |
| 5th | 2017年10月25日 | 就算風吹         | 避雷針           | ★  |                         |
| 5th | 2017年10月25日 | 就算風吹         | 結果，只能說再見 |    | 五人囃子                |
| 6th | 2018年03月07日 | 打破玻璃！       | 打破玻璃！       | ★  |                         |
| 6th | 2018年03月07日 | 打破玻璃！       | 該回去森林了吧？ | ★  |                         |
| 7th | 2018年08月15日 | 矛盾心理         | 矛盾心理         | ★  |                         |
| 7th | 2018年08月15日 | 矛盾心理         | Student Dance    | ★  |                         |
| 7th | 2018年08月15日 | 矛盾心理         | I'm out          |    |                         |
| 7th | 2018年08月15日 | 矛盾心理         | 302號房          | ★  | 線香姐妹 與小林由依合唱 |
| 8th | 2019年02月27日 | 黑羊             | 黑羊             | ★  |                         |
| 8th | 2019年02月27日 | 黑羊             | Nobody           | ★  |                         |
| -   | 2020年8月21日  | 誰來鳴響那鐘聲？ | 誰來鳴響那鐘聲？ | ★  | 數字單曲                |

櫻坂46
|     | 發行日期       | 單曲名稱       | 參與歌曲名稱          | MV | 備註   |
| --- | -------------- | -------------- | --------------------- | -- | ------ |
| 1st | 2020年12月09日 | Nobody's fault | Nobody's fault        | ★  | 選拔   |
| 1st | 2020年12月09日 | Nobody's fault | 乘坐末班地鐵          |    |        |
| 1st | 2020年12月09日 | Nobody's fault | Blue Moon Kiss        |    |        |
| 2nd | 2021年04月14日 | BAN            | BAN                   | ★  | 選拔   |
| 2nd | 2021年04月14日 | BAN            | 你與我與待洗衣物      |    |        |
| 2nd | 2021年04月14日 | BAN            | 櫻坂之詩              |    |        |
| 3rd | 2021年10月13日 | 流彈           | 流彈                  | ★  | 櫻8    |
| 3rd | 2021年10月13日 | 流彈           | Dead end              | ★  |        |
| 3rd | 2021年10月13日 | 流彈           | 無言的宇宙            | ★  |        |
| 3rd | 2021年10月13日 | 流彈           | 美麗Nervous           |    |        |
| 4th | 2022年04月06日 | 五月雨啊       | 五月雨啊              | ★  | 選拔   |
| 4th | 2022年04月06日 | 五月雨啊       | 我的兩難              | ★  |        |
| 4th | 2022年04月06日 | 五月雨啊       | I'm in                |    | Center |
| 4th | 2022年04月06日 | 五月雨啊       | 戀愛滅絕之日          |    |        |
| 5th | 2023年02月15日 | 櫻月           | 櫻月                  | ★  | 選拔   |
| 5th | 2023年02月15日 | 櫻月           | 遺憾                  |    |        |
| 5th | 2023年02月15日 | 櫻月           | 或許是真實            |    |        |
| 5th | 2023年02月15日 | 櫻月           | 靈魂的Liar            |    |        |
| 5th | 2023年02月15日 | 櫻月           | 直到那一天            | ★  |        |
| 6th | 2023年06月28日 | Start over!    | Start over!           | ★  | 選拔   |
| 6th | 2023年06月28日 | Start over!    | 風的聲音              |    |        |
| 6th | 2023年06月28日 | Start over!    | 一瞬之馬              |    |        |
| 6th | 2023年06月28日 | Start over!    | 無人機盤旋中          | ★  |        |
| 7th | 2023年10月18日 | 承認欲求       | 承認欲求              | ★  | 選拔   |
| 7th | 2023年10月18日 | 承認欲求       | 縫隙風啊              | ★  |        |
| 7th | 2023年10月18日 | 承認欲求       | 我們的 La vie en rose |    |        |
| 7th | 2023年10月18日 | 承認欲求       | 井蓋之上              |    |        |

其他
| 發行日期      | 單曲名稱       | 參與歌曲名稱 | MV | 備註    |
| ------------- | -------------- | ------------ | -- | ------- |
| 2019年3月13日 | 回憶上心頭DAYS | 必然性       |    | IZ4648  |
| 2019年3月13日 | 回憶上心頭DAYS | 初戀之門     | ★  | 坂道AKB |

### 專輯
櫸坂46
|        | 發行日期       | 專輯名稱                                   | 參與歌曲名稱             | 備註            |
| ------ | -------------- | ------------------------------------------ | ------------------------ | --------------- |
| 01st   | 2017年07月19日 | 抹黑純真                                   | 星期一的早晨，裙子被剪了 |                 |
| 01st   | 2017年07月19日 | 抹黑純真                                   | 從哪能看見東京鐵塔？     |                 |
| 01st   | 2017年07月19日 | 抹黑純真                                   | 太陽不會選擇抬頭的人     | 櫸&平假名櫸坂46 |
| 01st   | 2017年07月19日 | 抹黑純真                                   | 危險計劃                 |                 |
| 01st   | 2017年07月19日 | 抹黑純真                                   | 你已不在                 |                 |
| 01st   | 2017年07月19日 | 抹黑純真                                   | 變不回少女               | 五人囃子        |
| 精選輯 | 2020年10月07日 | 比永遠更長的一瞬間～那時確實存在過的我們～ | 跳進十月的泳池           |                 |
| 精選輯 | 2020年10月07日 | 比永遠更長的一瞬間～那時確實存在過的我們～ | 砂塵                     |                 |

櫻坂46
|      | 發行日期       | 專輯名稱     | 參與歌曲名稱 | 備註 |
| ---- | -------------- | ------------ | ------------ | ---- |
| 01st | 2022年08月03日 | As you know? | 摩擦係數     |      |
| 01st | 2022年08月03日 | As you know? | 時光機Yeah！ |      |

## 演出

### 电视剧
- 誰殺了德山大五郎？（2016年7月17日－10月2日，東京電視台）：飾演 土生瑞穗[50][51]
- 殘酷的觀眾們（2017年5月18日－7月20日，日本電視台）：飾演 橋本瑠奈[52]
- 有點心機又如何？ 內連續劇「君があざとくて何が悪いの？ 〜僕らの恋日記〜」（2022年4月3日、5月8日 ，朝日電視台）：飾演 南セイラ[53]
- Love Sea 〜愛的居場所（2025年8月12日－，富士電視台）：飾演 宇井姫花[54]

### 電視節目
- 即席四重奏（2019年12月2日－19日，朝日電視台）[55]
- e-elements GAMING HOUSE SQUAD（2020年11月7日－2022年9月12日，Animax、BS Sky PerfecTV!、TOKYO MX）- 主持人[56][57]

### 廣播節目
- 我正在做！（日语：アッパレやってまーす!）（2017年4月9日－2020年4月19日，MBS電台）- 主持人[14][58]
- ゴチャ・まぜっ天国!（2020年4月30日－2023年11月23日，MBS電台）- 主持人[59][60]

### 舞台劇
- 残美（2018年11月16日－25日，東京巨蛋表演廳）：飾演 桂雪穗（TEAM RED）[61]
- 中村雅俊藝人生活50週年紀念公演「無論時間流向何方〜我們的點唱機〜」（2024年6月2日－18日，明治座）：飾演 三崎麻衣[62][63]
- 朗讀劇 細雪（2024年6月22日、23日，明治座）：飾演 三女 雪子[64]
- 鴨乃橋論的禁忌推理（2024年11月1日－4日，日本青年館表演廳／11月9日－10日，產經會廳）：飾演 溫特•莫里亞蒂[65]

### 遊戲
- 少女神樂～殘美的安魂曲～（2019年5月15日－，gumi（日语：gumi））：飾演 桂雪穗[66]

### 廣告
- Eve「虎狼來」× Mandom「GATSBY META RUBBER」（2023年4月17日－）[67][68][69]
- UHA味覺糖「糯米麥飯果腹棒」（2024年6月8日－，東海地區）[70]

### 活動
- GirlsAward
  - GirlsAward 2016 SPRING／SUMMER（2016年4月9日，國立代代木競技場第一體育館）[71]
  - GirlsAward 2016 AUTUMN／WINTER（2016年10月8日，國立代代木競技場第一體育館）[72]
  - GirlsAward 2017 SPRING／SUMMER（2017年5月3日，國立代代木競技場第一體育館）[73]
  - GirlsAward 2017 AUTUMN／WINTER（2017年9月16日，幕張展覽館）[74]
  - GirlsAward 2018 SPRING／SUMMER（2018年5月19日，幕張展覽館） [75]
  - GirlsAward 2018 AUTUMN／WINTER（2018年9月16日，幕張展覽館） [76]
  - Rakuten GirlsAward 2019 SPRING／SUMMER（2019年5月18日，幕張展覽館）[77]
  - Rakuten GirlsAward 2019 AUTUMN／WINTER（2019年9月28日，幕張展覽館）[78]
  - Tokyo Virtual Runway Live by GirlsAward vol.1（2020年6月27日，ABEMA直播）[79][80]
  - Rakuten GirlsAward 2022 SPRING／SUMMER（2022年5月14日，幕張展覽館）[81]
  - Rakuten GirlsAward 2022 AUTUMN／WINTER（2022年10月8日，幕張展覽館）[82]
  - Rakuten GirlsAward 2023 SPRING／SUMMER（2023年5月4日，國立代代木競技場第一體育館）[83]
- 東京女孩展演
  - TGC KITAKYUSHU 2018 by TOKYO GIRLS COLLECTION（2018年10月6日，西日本綜合展示場 新館）[84]
  - SDGs推進 TGC 靜岡 2019 by TOKYO GIRLS COLLECTION（2019年1月12日，Twin Messe靜岡） [85]
  - 第28回 Mynavi presents Tokyo Girls Collection 2019 SPRING／SUMMER（2019年3月30日，橫濱體育館）[86]
  - TGC KUMAMOTO 2019 by TOKYO GIRLS COLLECTION（2019年4月20日，Grand Messe熊本）[87]
  - TGC TOYAMA 2019 by TOKYO GIRLS COLLECTION（2019年7月27日，富山市綜合體育館）[88]
  - 第29回 Mynavi presents Tokyo Girls Collection 2019 AUTUMN／WINTER（2019年9月7日，埼玉超級競技場）[89]
  - SDGs推進 TGC 靜岡 2020 by TOKYO GIRLS COLLECTION（2020年1月11日，Twin Messe靜岡）[90]
  - 第30回 Mynavi presents Tokyo Girls Collection 2020 SPRING/SUMMER（2020年2月29日，國立代代木競技場第一體育館）[91]
  - 第31回 Mynavi presents Tokyo Girls Collection 2020 AUTUMN／WINTER ONLINE（2020年9月5日，埼玉超級競技場）[92]
  - 第32回 Mynavi Tokyo Girls Collection 2021 SPRING／SUMMER（2021年2月28日，國立代代木競技場第一體育館）[93]
  - 第33回 Mynavi Tokyo Girls Collection 2021 AUTUMN／WINTER（2021年9月4日，埼玉超級競技場）[94]
  - 第34回 Mynavi Tokyo Girls Collection 2022 SPRING／SUMMER（2022年3月21日，國立代代木競技場第一體育館）[95]
  - 第35回 Mynavi Tokyo Girls Collection 2022 AUTUMN／WINTER（2022年9月3日，埼玉超級競技場）[96]
  - TGC KITAKYUSHU 2022 by TOKYO GIRLS COLLECTION（2022年11月19日，西日本綜合展示場 新館）[97]
  - SDGs推進 TGC 靜岡 2023 by TOKYO GIRLS COLLECTION（2023年1月14日，Twin Messe靜岡）[98]
  - oomiya presents TGC WAKAYAMA 2023 by TOKYO GIRLS COLLECTION（2023年2月11日，和歌山大鯨）[99]
  - 第36回 Mynavi Tokyo Girls Collection 2023 SPRING／SUMMER（2023年3月4日，國立代代木競技場第一體育館）[100]
  - 第37回 Mynavi Tokyo Girls Collection 2023 AUTUMN／WINTER （2023年9月2日，埼玉超級競技場）[101]
  - TGC MATSUYAMA 2024 by TOKYO GIRLS COLLECTION（2024年7月13日，愛媛縣武道館）[102]
- 土生瑞穗 Live Tour「Reboot」（2024年7月7日，東京：澀谷duo MUSIC EXCHANGE／7月21日，大阪：BananaHall）[103]
- 土生瑞穗 單獨演唱會「CHOU」（2025年7月5日，YOKOHAMA Bay Hall）

## 書籍

### 寫真書
- Destination（2023年11月7日，光文社）[104][105]
- 數碼写真集「New World」（2024年10月7日，集英社）[106][107]

### 隨筆集
- 隨筆集＋DVD「旅心地」（2024年5月12日，Ace Crew娛樂）[108]

### 雜誌連載
- JJ（2018年5月23日－，光文社）- 專屬模特兒[2]
- CLASSY.（2021年8月20日－，光文社）- 常規模特兒[3]

## 外部連結
- 土生瑞穗官方網站（日語）
- 土生瑞穗的Instagram帳戶（2021年8月20日－）（日語）
- 土生瑞穗的X（前Twitter）（2024年1月1日－）（日語）

櫸板/櫻坂46時期
- 櫸坂46個人介紹頁（日語）
- 櫻坂46個人介紹頁（日語）
- 土生瑞穗 官方部落格（页面存档备份，存于） - 榉坂46官方网站（2015年11月13日－2020年10月13日）（日語）
- 土生瑞穗 官方部落格 - 櫻坂46官方網站（2020年10月29日－2023年12月31日）（日語）
- 櫻坂46土生瑞穗1st寫真書 《Destination》 【公式】的X（前Twitter）（2023年9月14日－）（日語）
- 土生 瑞穗（櫻坂46）的SHOWROOM專頁（页面存档备份，存于）（日語）